# Mubarak Shah
Pour les articles homonymes, voir Moubarak (homonymie).
Mubarak Shah (mort en 1276), est un prince djaghataïde qui a régné sur le khanat de Djaghataï de mars à septembre 1266.
Fils de Kara Hülegü et d'Orghana Qatun, il est le premier Djaghataïde à s'être converti à l'islam. Il est renversé en septembre 1266 par son cousin Baraq qui le réduit au rôle de grand-veneur.